# Przegorzan

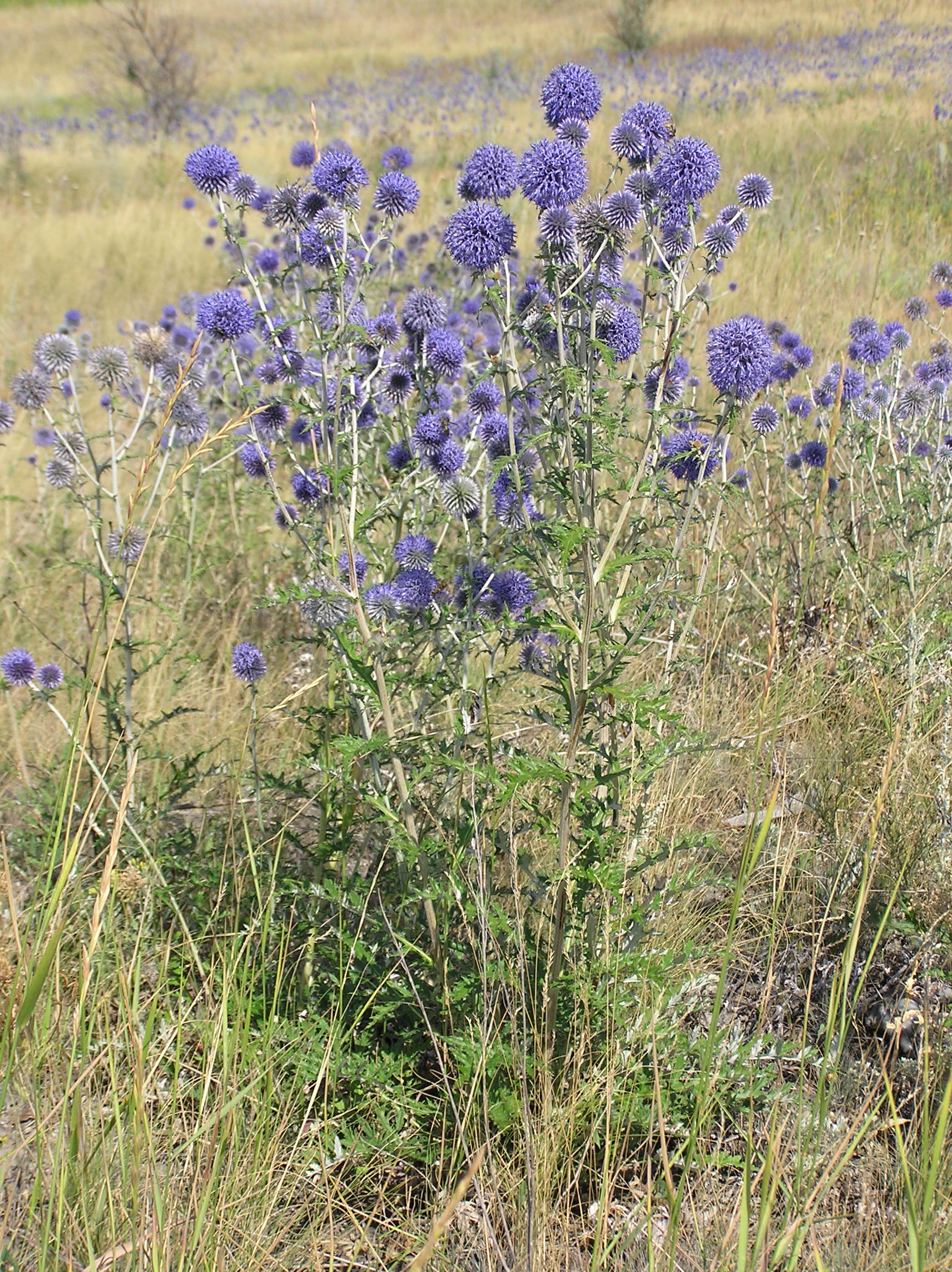
Przegorzan pospolity

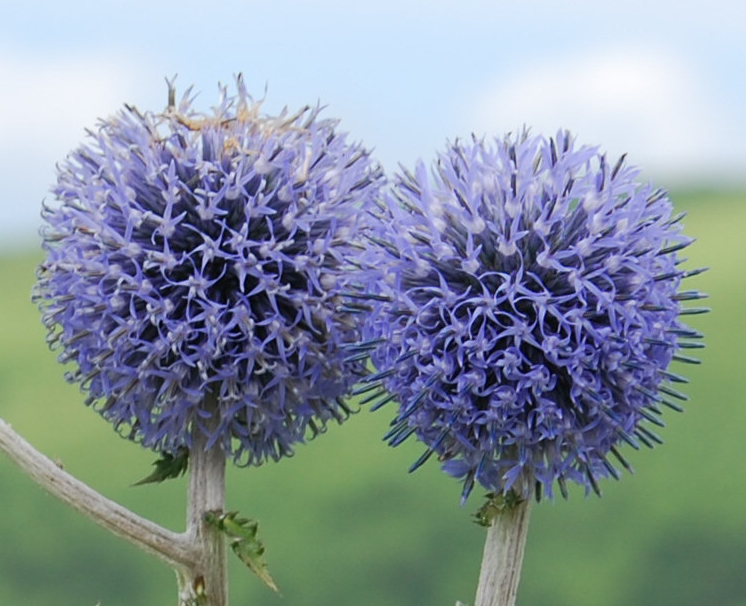
Kwiatostany Echinops setifer

Przegorzan (Echinops L.) – rodzaj roślin z rodziny astrowatych. Obejmuje 216 gatunków. Rośliny te występują głównie w Eurazji (bez najbardziej północnej jej części oraz południowo-wschodniej Azji), nieliczne rosną także w Afryce, z wyjątkiem jej części południowej. Zasiedlają zwykle miejsca nasłonecznione, suche i skaliste. W strefie międzyzwrotnikowej rośliny te rosną w górach. Jako rośliny introdukowane występują w północnej Europie, w Ameryce Północnej oraz Australii. W Polsce rosną dwa gatunki introdukowane i już zadomowione: przegorzan kulisty E. sphaerocephalus i przegorzan węgierski E. exaltatus, inne są uprawiane (zwłaszcza przegorzan pospolity E. ritro, a poza tym: tauryjski E. banaticus, nastroszony E. orientalis, niski E. humilis i śnieżny E. niveus).
Rośliny z tego rodzaju uprawiane są jako ozdobne, dla charakterystycznych, kulistych kwiatostanów. Są też cenionymi roślinami miododajnymi, których wydajność miodowa sięga kilkuset kg z ha (u przegorzana kulistego przy odpowiedniej, ciepłej pogodzie do 800 kg/ha).
Nazwa naukowa rodzaju powstała z greckiej nazwy jeży w nawiązaniu do kształtu kwiatostanów.

## Morfologia

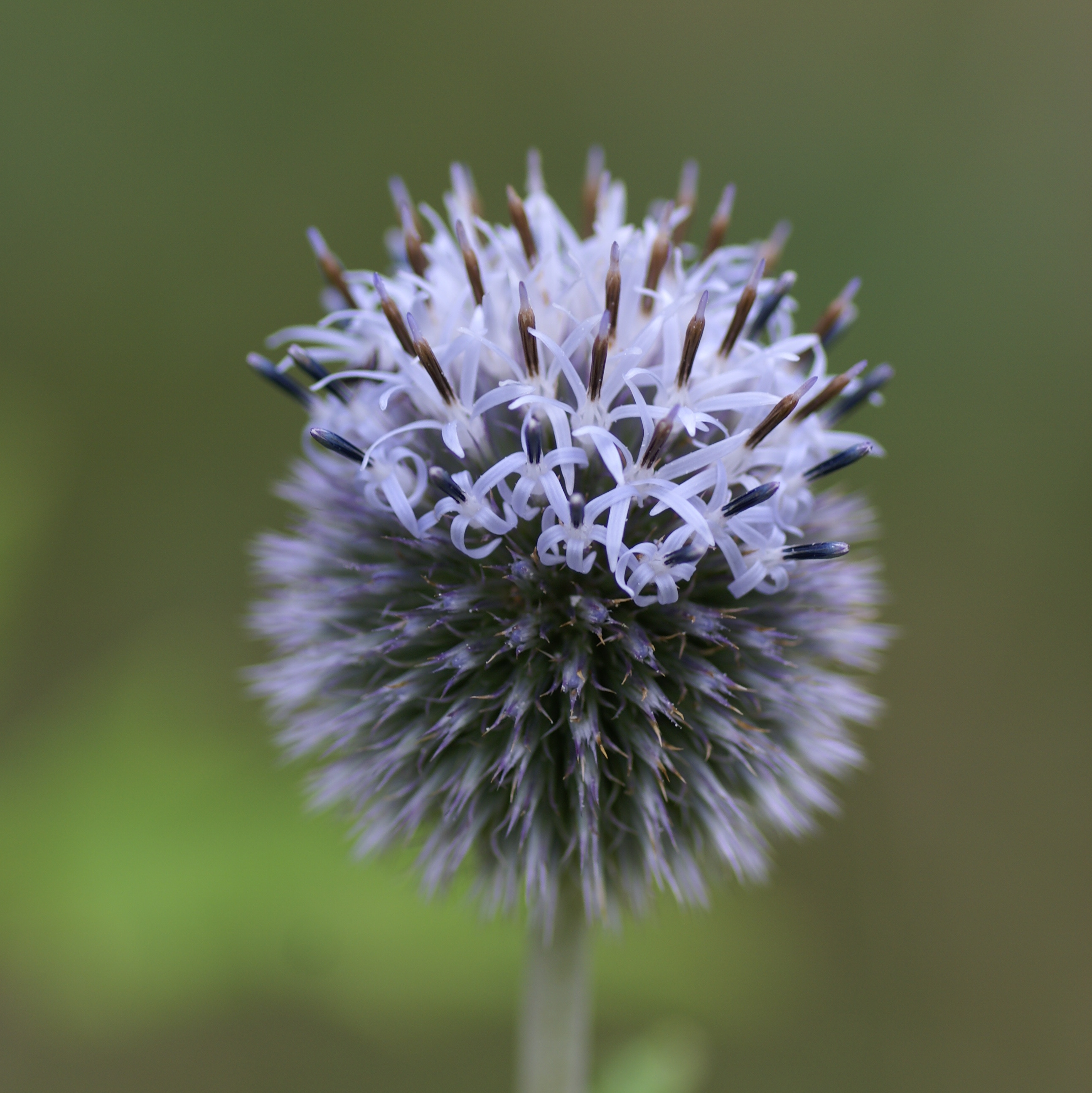
Przegorzan węgierski

PokrójTęgie rośliny zielne, byliny lub rośliny dwuletnie, rzadko jednoroczne. Pędy są prosto wzniesione, rozgałęzione w górnej części. Osiągają do 200 cm wysokości. Rośliny kolczaste, zwykle wełnisto owłosione, czasem też gruczołowato.
LiścieOdziomkowe i łodygowe, siedzące i ogonkowe, o blaszce niepodzielonej i całobrzegiej, ząbkowanej lub pierzastowcinanej i klapowanej, czasem nawet trzykrotnie. Klapy i zęby liści kończą się kolcami. Od spodu liście zwykle biało owłosione.
KwiatyTworzą jednokwiatowe koszyczki, otulone okrywami i licznymi kolcami, zebrane we wtórne, kuliste (u E. orientalis półkuliste) kwiatostany główkowate. Okrywy poszczególnych, jednokwiatowych koszyczków tworzone są przez liczne listki ułożone w wielu rzędach. Te najbardziej zewnętrzne są oskrzydlone i na szczycie nieco frędzlowate, środkowe są silniej oskrzydlone i kolczaste na szczycie, najbardziej wewnętrzne są równowąskolancetowate, gładkie, zielone lub zielonobrązowe, zrośnięte z wyjątkiem końców nie zakończonych kolczasto. Korony kwiatów są niebieskie, fioletowe, czerwone, zielonkawe lub białe. Łatki korony są równowąskie, na końcach często drobno, gęsto ząbkowane. Główki pręcików są niebieskoszare.
OwocePodługowate niełupki, pokryte długimi i przylegającymi włoskami. Puch kielichowy wykształcony w postaci łusek wolnych lub zrośniętych.

## Systematyka
Pozycja systematyczna

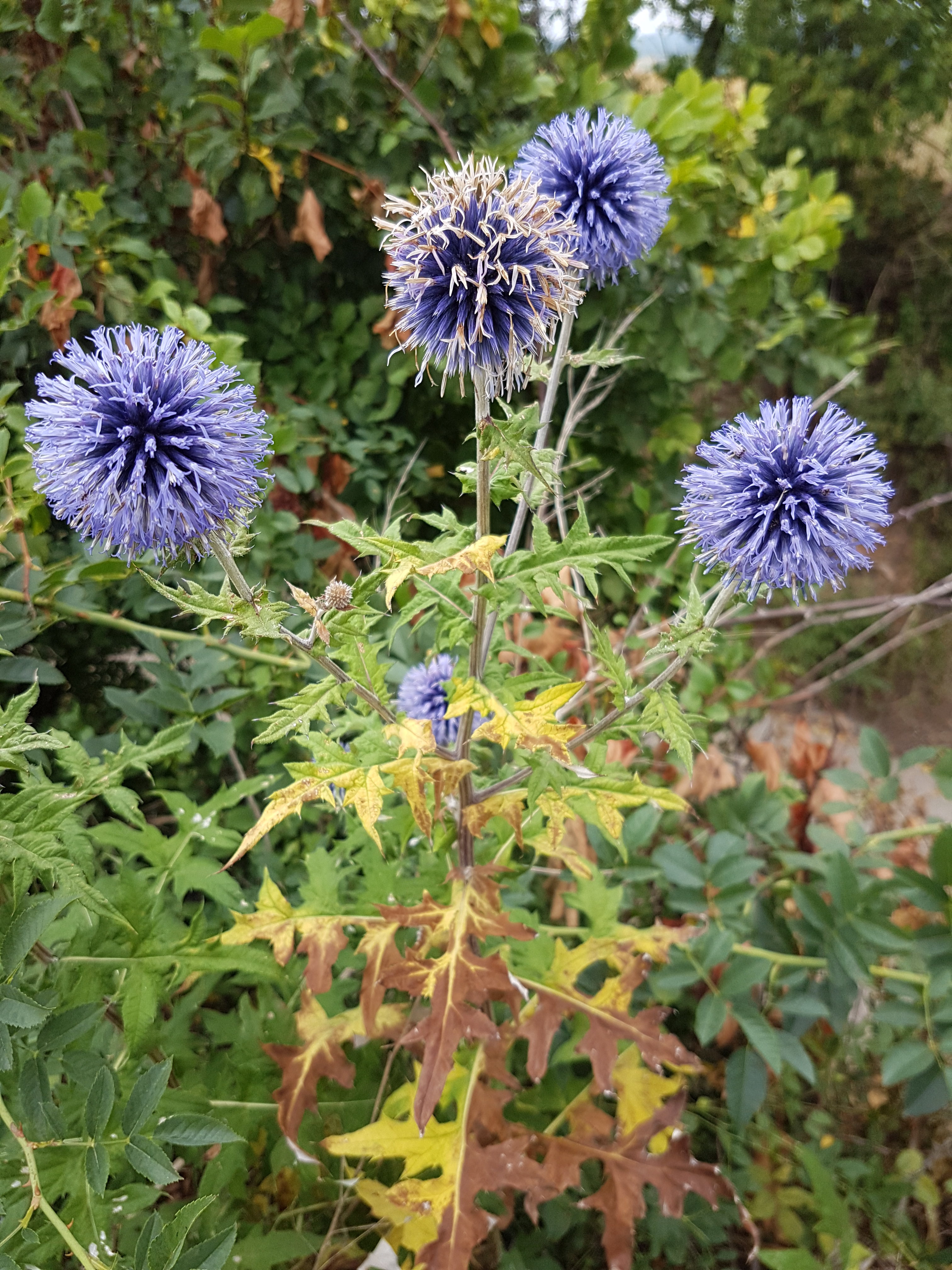
Przegorzan tauryjski

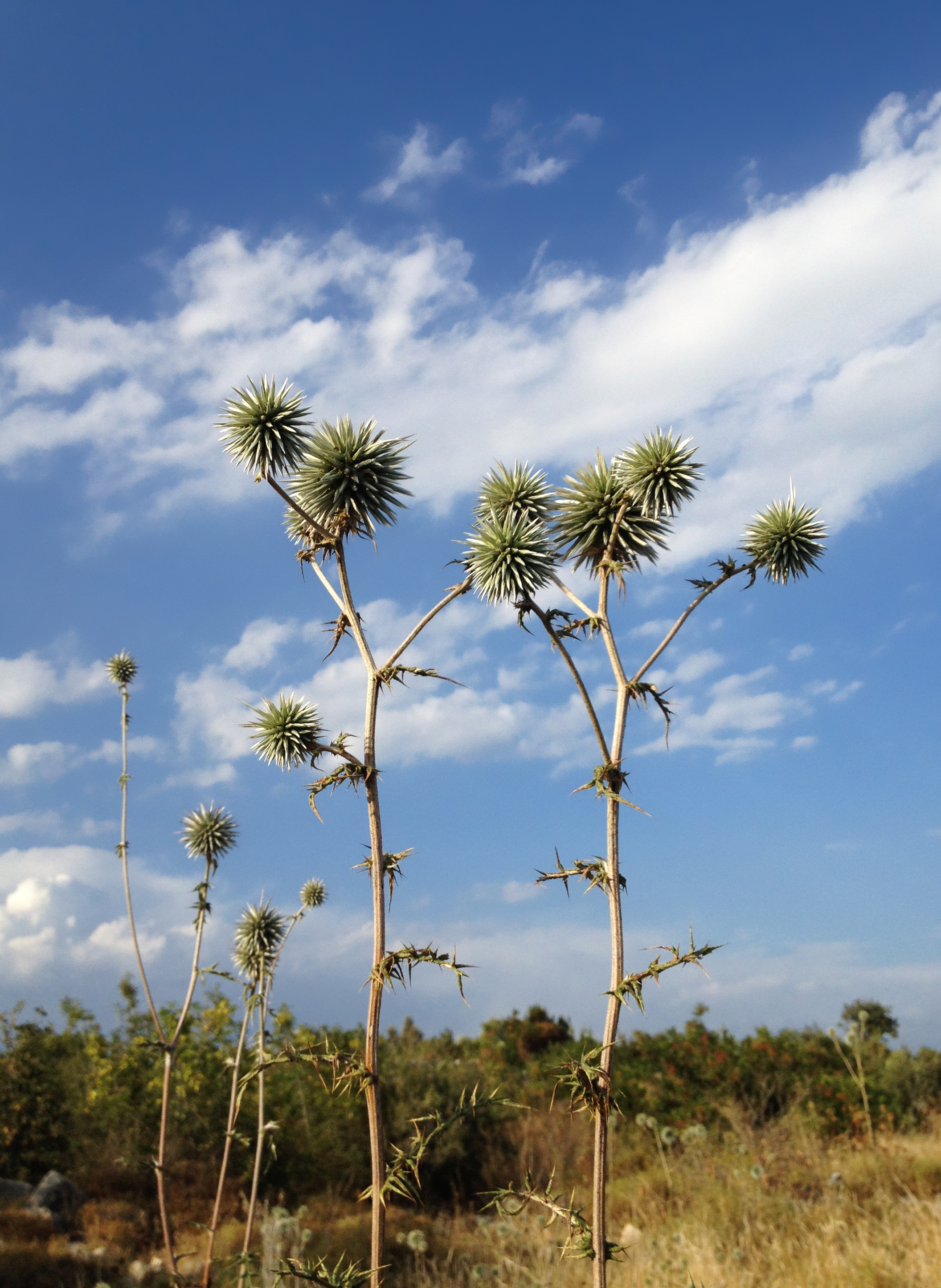
Echinops adenocaulos

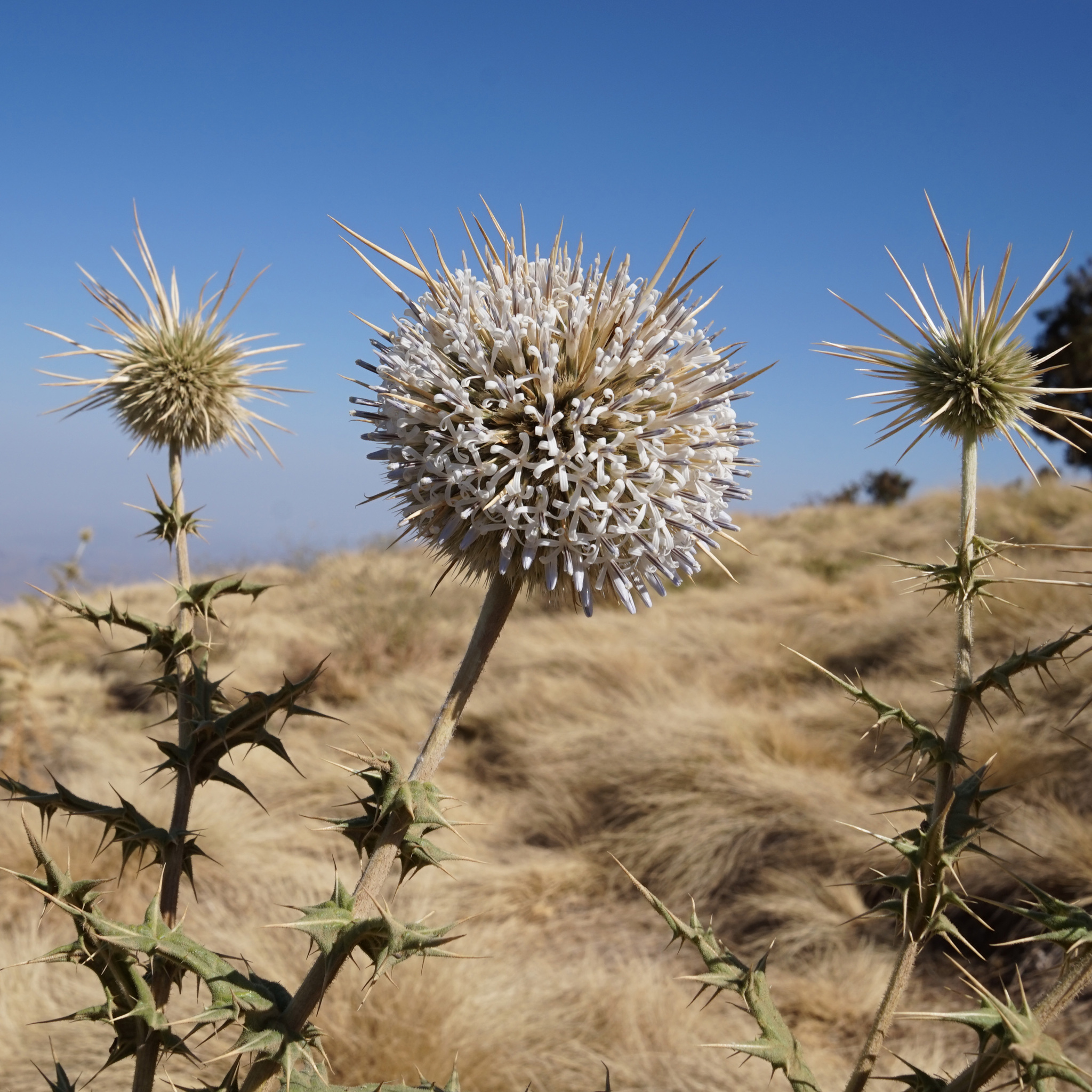
Echinops macrochaetus

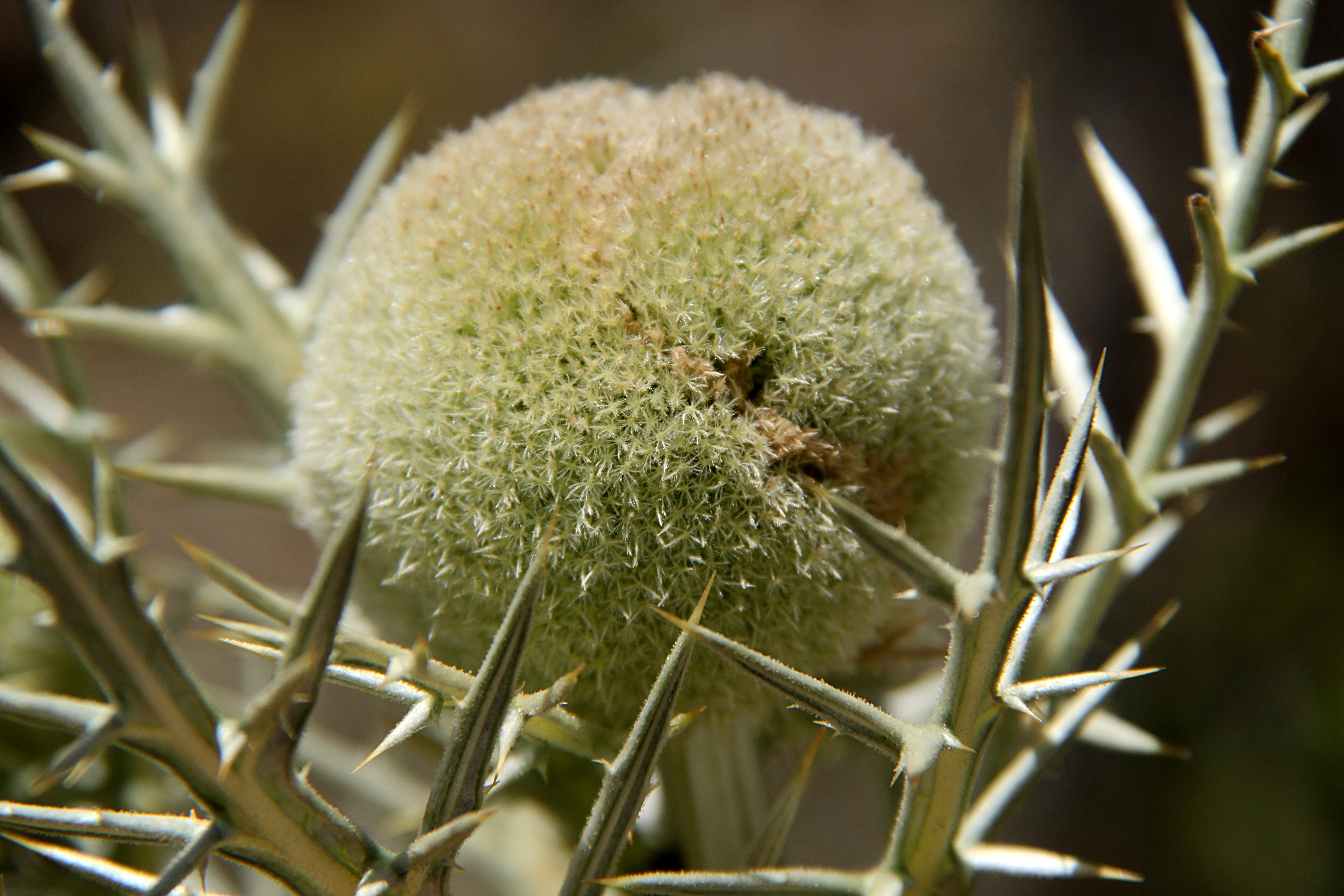
Echinops giganteus

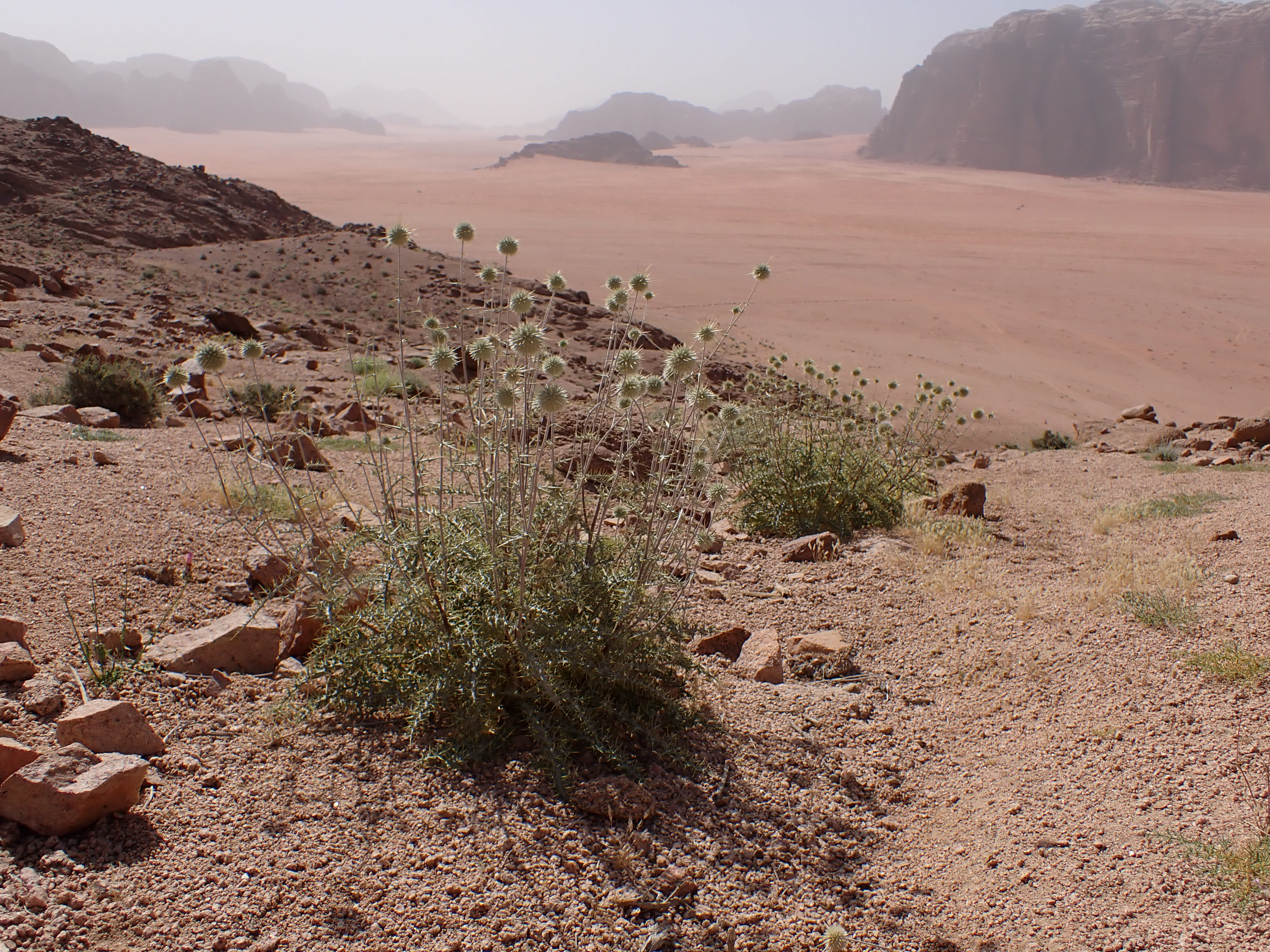
Echinops polyceras

Rodzaj z rodziny astrowatych Asteraceae, z podrodziny Carduoideae, plemienia Cardueae i monotypowego podplemienia Echinopsinae. W osobny rodzaj Acantholepis Less. w niektórych ujęciach wyodrębniany był przegorzan nastroszony Echinops orientalis (jako A. orientalis Less.).
Wykaz gatunków
- Echinops abazariae Mozaff.
- Echinops aberdaricus R.E.Fr.
- Echinops abstersibilis Iljin
- Echinops abuzinadianus Chaudhary
- Echinops acantholepis Jaub. & Spach
- Echinops adenocaulos Boiss.
- Echinops adenoclados (Hedge) C.Vural
- Echinops afghanicus Gilli
- Echinops albicaulis Kar. & Kir.
- Echinops albidus Boiss. & Spruner
- Echinops amoenus Rech.f.
- Echinops amplexicaulis Oliv.
- Echinops angustilobus S.Moore
- Echinops antalyensis C.Vural
- Echinops arachniolepis Rech.f.
- Echinops araneosus Lazkov
- Echinops armatus Steven
- Echinops armenus Grossh.
- Echinops atrox Kit Tan
- Echinops aucheri Boiss.
- Echinops austroiranicus Mozaff.
- Echinops avajensis Mozaff.
- Echinops babatagensis Tschern.
- Echinops bakhtiaricus Rech.f.
- Echinops bampsianus Lisowski
- Echinops bannaticus Rochel ex Schrad. – przegorzan tauryjski
- Echinops barezicus Montaz. & Mozaff.
- Echinops borae C.Vural
- Echinops bovei Boiss.
- Echinops brevipenicillatus Tschern.
- Echinops buhaitensis Mesfin
- Echinops candelabrum Rech.f.
- Echinops cephalotes DC.
- Echinops ceratophorus Boiss.
- Echinops cervicornis Bornm.
- Echinops chantavicus Trautv.
- Echinops chardinii Boiss. & Buhse
- Echinops chloroleucus Rech.f.
- Echinops chlorophyllus Rech.f.
- Echinops chodzha-mumini Rassulova & B.A.Sharipova
- Echinops chorassanicus Bunge
- Echinops conrathii Freyn
- Echinops coriophyllus C.Shih
- Echinops cornigerus DC.
- Echinops cyanocephalus Boiss. & Hausskn.
- Echinops cyrenaicus
- Echinops dagestanicus Iljin
- Echinops dasyanthus Regel & Schmalh.
- Echinops davuricus Fisch. ex Hornem.
- Echinops delicatus Mozaff.
- Echinops descendens Hand.-Mazz.
- Echinops dichrous Boiss. & Hausskn.
- Echinops dissectus Kitag.
- Echinops dubjanskyi Iljin
- Echinops dumanii C.Vural
- Echinops ecbatanus Bornm. ex Rech.f.
- Echinops echinatus Roxb.
- Echinops ellenbeckii O.Hoffm.
- Echinops elymaiticus Born
- Echinops emiliae O.Schwarz ex P.H.Davis
- Echinops endotrichus Rech.f.
- Echinops erinaceus Kit Tan
- Echinops erioceras Bornm.
- Echinops eryngiifolius O.Hoffm.
- Echinops exaltatus Schrad. – przegorzan węgierski
- Echinops fastigiatus Kamelin & Tscherneva
- Echinops faucicola Rech.f.
- Echinops fedtschenkoi Iljin
- Echinops foliosus Sommier & Levier
- Echinops fontqueri Pau
- Echinops fraudator C.C.Towns.
- Echinops freitagii Rech.f.
- Echinops gaillardotii Boiss.
- Echinops galalensis Schweinf.
- Echinops gedrosiacus Bornm.
- Echinops ghoranus Rech.f.
- Echinops giganteus A.Rich.
- Echinops glaberrimus DC.
- Echinops glandulosopunctatus Rech.f.
- Echinops gmelinii Turcz.
- Echinops gracilis O.Hoffm.
- Echinops graecus Mill.
- Echinops griffithianus Boiss.
- Echinops grijsii Hance
- Echinops guineensis C.D.Adams
- Echinops haussknechtii Boiss.
- Echinops hebelepis DC.
- Echinops hedgei Kit Tan
- Echinops heteromorphus Bunge
- Echinops heterophyllus P.H.Davis
- Echinops himantophyllus Mattf.
- Echinops hispidus Fresen.
- Echinops hissaricus Rassulova & B.A.Sharipova
- Echinops hoehnelii Schweinf.
- Echinops hololeucus Rech.f.
- Echinops humilis M.Bieb. – przegorzan niski
- Echinops hussonii Boiss.
- Echinops hystrichoides Kit Tan
- Echinops ilicifolius Bunge
- Echinops inermis Boiss. & Hausskn.
- Echinops integrifolius Kar. & Kir.
- Echinops iranshahrii Rech.f.
- Echinops jaxarticus Bunge
- Echinops jesdianus Boiss. & Buhse
- Echinops kafirniganus Bobrov
- Echinops kandaharensis Rech.f. & Köie
- Echinops karatavicus Regel & Schmalh.
- Echinops kasakorum Pavlov
- Echinops kazerunensis Mozaff.
- Echinops kebericho Mesfin
- Echinops keredjensis Rech.f.
- Echinops kermanshahanicus Mozaff.
- Echinops khansaricus Mozaff.
- Echinops khuzistanicus Mozaff.
- Echinops knorringianus Iljin
- Echinops kotschyi Boiss.
- Echinops kurdicus Bunge
- Echinops lalesarensis Bornm.
- Echinops lanatus C.Jeffrey & Mesfin
- Echinops laricus Mozaff.
- Echinops lasiolepis Bunge
- Echinops leiopolyceras Bornm.
- Echinops leiopolyceroides Mozaff.
- Echinops leucographus Bunge
- Echinops lipskyi Iljin
- Echinops longifolius A.Rich.
- Echinops longipenicillatus Mozaff. & Ghahr.
- Echinops longisetus A.Rich.
- Echinops macrochaetus Fresen.
- Echinops macrophyllus Boiss. & Hausskn.
- Echinops malacophyllus Rech.f.
- Echinops mandavillei Kit Tan
- Echinops maracandicus Bunge
- Echinops melitenensis Hedge & Hub.-Mor.
- Echinops mersinensis Gemici & Leblebici
- Echinops microcephalus Sm.
- Echinops mildbraedii Mattf.
- Echinops multicaulis Nevski
- Echinops nanus Bunge
- Echinops nitens Bornm.
- Echinops niveus Wall. ex DC. – przegorzan śnieżny
- Echinops nizvanus Rech.f.
- Echinops nuratavicus A.D.Li
- Echinops obliquilobus Iljin
- Echinops onopordum P.H.Davis
- Echinops opacifolius Iljin
- Echinops orientalis Trautv. – przegorzan nastroszony
- Echinops ossicus K.Koch
- Echinops oxyodontus Bornm. & Diels
- Echinops pabotii Rech.f.
- Echinops pachyphyllus Rech.f.
- Echinops pannosus Rech.f.
- Echinops pappii Chiov.
- Echinops paradoxus Rech.f.
- Echinops parviflorus Boiss. & Buhse
- Echinops pathanorum Rech.f.
- Echinops ×pellenzianus Hügin & W.Lohmeyer
- Echinops phaeocephalus Hand.-Mazz.
- Echinops philistaeus Feinbrun & Zohary
- Echinops polyacanthus Iljin
- Echinops polyceras Boiss.
- Echinops polychromus Rech.f.
- Echinops polygamus Bunge
- Echinops praetermissus Nevski
- Echinops prionolepis Bornm. & Mattf.
- Echinops procerus Mozaff.
- Echinops przewalskyi Iljin
- Echinops psammophilus Mozaff.
- Echinops pseudomaracandicus Rassulova & B.A.Sharipova
- Echinops pseudosetifer Kitag.
- Echinops pubisquameus Iljin
- Echinops pungens Trautv.
- Echinops quercetorum Mozaff.
- Echinops raddeanus Sommier & Levier
- Echinops rajasthanensis R.P.Pandey & V.Singh
- Echinops rectangularis Rech.f.
- Echinops registanicus Rech.f.
- Echinops reticulatus E.A.Bruce
- Echinops ritro L. – przegorzan pospolity
- Echinops ritrodes Bunge
- Echinops robustus Bunge
- Echinops rubromontanus Kamelin ex Rassulova & B.A.Sharipova
- Echinops sabzevarensis Mozaff.
- Echinops saissanicus (B.Keller) Bobrov
- Echinops setifer Iljin
- Echinops shahrudensis Mozaff. & Ghahr.
- Echinops shakrokii S.A.Ahmad
- Echinops sheilae Kit Tan
- Echinops shulabadensis Mozaff.
- Echinops siculus Strobl
- Echinops sintenisii Freyn
- Echinops sojakii Rech.f.
- Echinops sphaerocephalus L. – przegorzan kulisty
- Echinops spiniger Iljin
- Echinops spinosissimus Turra
- Echinops strigosus L.
- Echinops sulaimanii Rech.f.
- Echinops sylvicola C.Shih
- Echinops szowitzii Fisch. & C.A.Mey. ex DC.
- Echinops taeckholmianus Amin
- Echinops taftanicus Mozaff. & Ghahr.
- Echinops talassicus Golosk.
- Echinops tataricus Knjaz.
- Echinops tenuisectus Rech.f.
- Echinops tjanschanicus Bobrov
- Echinops tournefortii Ledeb. ex Trautv.
- Echinops transcaspicus Bornm.
- Echinops transcaucasicus Iljin
- Echinops transiliensis Golosk.
- Echinops tricholepis Schrenk ex Fisch. & C.A.Mey.
- Echinops tschimganicus B.Fedtsch.
- Echinops vaginatus Boiss. & Hausskn.
- Echinops villosissimus Bunge
- Echinops viridifolius Iljin
- Echinops viscidulus Mozaff.
- Echinops wakhanicus Rech.f.
- Echinops yemenicus Kit Tan